# Edições G.R.D.
A Edições G. R. D. é uma editora brasileira, cujo nome vem das iniciais de seu criador, Gumercindo Rocha Dorea.

## Histórico
As edições G. R. D. tiveram seu período áureo nos anos 60, com obras como “O Valete de Espadas”, de Gerardo Melo Mourão, em 1960; “Diálogos”, de Samuel Rawet, em 1963; ”A Graça e a Culpa”, de Jones Rocha, em 1966 (cuja 1ª edição fora do MEC, em 1955); “Histórias de Menino”, de Jorge Medauar, em 1967 (cuja 1ª edições fora da J. Ozon, em 1961).
Em 1963 publicou “Os Prisioneiros”, primeiro romance de Rubem Fonseca apoiado financeiramente pelo Instituto de Pesquisas e Estudos Sociais (IPES), comandado pelo general Golbery do Couto e Silva. Também publicou obras favoráveis à ditadura instaurada com o golpe militar de 1964.
Publicou, também, boa quantidade de ficção científica, dando novo impulso ao gênero, em especial com escritores brasileiros, nos anos 60 e 70, com uma coleção de livros encomendas de trabalhos dentro do gênero a autores já consagrados. Em 1961, Dorea reuniu contos de autores nacionais e lançou a primeira Antologia Brasileira de Ficção Científica, com a presença de Antonio Olinto, Rachel de Queiroz, Fausto Cunha, Dinah Silveira de Queiroz, dentre outros. Criou-se, assim, a chamada "Geração GRD" - a partir do livro “Eles herdarão a Terra”, de Dinah Silveira de Queiroz, que apresentou um começo de organização de autores brasileiros neste campo. Houve a publicação de obras de Fausto Cunha, Walmir Ayala, André Carneiro, Guido Wilmar Sassi, Antonio Olinto, Zora Seljan, Clovis Garcia e vários outros, alguns deles somente em contos isolados, saídos em antologias. O principal nome revelado por GRD foi o escritor André Carneiro, considerado, ao lado de Braulio Tavares, um dos melhores prosadores na história da ficção científica do Brasil.
Em 1986, o jornalista Oswaldo de Camargo publica no Caderno de Programas e Leituras do Jornal da Tarde, edição de 30 de agosto, uma longa matéria sobre os 30 anos da Edições GRD.
Em 1988, a Edições GRD retoma a publicação de títulos de ficção científica.
Em 2017, a Editora GRD recebe Moção de Aplausos na Sessão Plenária do dia 14/12/2017 da Câmara de Vereadores de Niterói - RJ, proposta pelo Vereador Carlos Roberto Coelho de Mattos Júnior - Carlos Jordy (PSC-RJ). 

## Gumercindo Rocha Dorea

##### (verartigo principal)
Gumercindo Rocha Dorea, nascido em Ilhéus em 4 de agosto de 1924, foi presidente da Confederação dos Centros Culturais da Juventude, integralista e membro do Partido de Representação Popular (PRP). Foi autor de inúmeros artigos em jornais e revistas, se destacando coluna no jornal A Marcha, ligado ao Partido de Representação Popular, que contou com a colaboração de militantes da Ação Integralista Brasileira (AIB). 

## Lista parcial de obras
- Eles herdarão a Terra, de Dinah Silveira de Queiroz, 1960
- O Valete de Espadas, Gerardo Melo Mourão, 1960
- Antologia Brasileira de Ficção Científica, 1961
- Diálogos, Samuel Rawet, 1963
- A Graça e a Culpa, Jones Rocha, 1966 (cuja 1ª edição fora do MEC, em 1955)
- Histórias de Menino, Jorge Medauar, 1967 (cuja 1ª edições fora da J. Ozon, em 1961).
- Os Prisioneiros, primeiro romance de Rubem Fonseca, 1963
- Os Cabras do Coronel, Wilson Lins, 1964
- Brasileiros na África - ensaio sócio-político, Antônio Olinto, 1964
- As Forças Armadas e o desafio da Revolução, Oliveiros Ferreira, 1964
- O Negro Revoltado, Abdias do Nascimento, 1968
- Espumas Flutuantes, Castro Alves, edição fac-similar de centenário (1870-1970), Edições GRD da cidade de Salvador, em convênio com o Instituto Nacional do Livro, 1970
- Os Escravos, Castro Alves (1847 - 1871), 1983
- O Caminho das Boiadas, Léo Godoy Otero, reedição, 1984
- A Teoria da "Coisa Nossa", Oliveiros Ferreira,1986
- Forças Armadas, para quê?, Oliveiros Ferreira, 1988
- Os Emissários de Nêmesis, in Dinossauris Tropicália, Gerson Lodi-Ribeiro, 1994
- A quarta humanidade, Plínio Salgado, 1995
- O homem e o muro: memórias políticas e outras, Rubem Nogueira, 1997
- Plínio Salgado, meu pai, Maria Amélia Salgado Loureiro, 2001
- Ora Direis...Ouvir "Orelhas" que Falam de Livros, Gumercindo Rocha Dorea, 2002, composto de diversos textos de sua autoria nas orelhas dos títulos por ele editados desde 1960.